# Komplementor
Als Komplementor (englisch Complementor) wird in der Wirtschaft ein Unternehmen bezeichnet, das zum eigenen Produkt oder zur eigenen Dienstleistung ergänzende Produkte oder Dienstleistungen anbietet.

## Allgemeines
Der Begriff ist abgeleitet vom Komplementärgut, das nur gemeinsam mit anderen Komplementärgütern nachgefragt wird, weil sie sich in ihrem Nutzen gegenseitig ergänzen. Ein typisches Beispiel sind CD-Player und Compact Disc, denn jedes dieser Produkte stiftet nur dann optimalen Nutzen, wenn es mit dem jeweils anderen Produkt kombiniert wird.
Aus Sicht eines Kunden bedeutet das: Er bewertet das Produkt des Unternehmens A höher, wenn er ebenfalls das Produkt des Unternehmens B besitzt. Unternehmen A und B sind dann Komplementoren. Ein typisches Beispiel für Komplementoren sind Hersteller von Würstchen und Hersteller von Senf, denn die meisten Menschen mögen ein Würstchen lieber zusammen mit Senf als ohne ihn. Genauso ist für die meisten Konsumenten Senf mit Würstchen mehr wert als Senf pur.

## Geschäftsbeziehungen zu Komplementoren
Die Geschäftsbeziehungen zu Komplementoren unterscheiden sich signifikant von den Geschäftsbeziehungen zu Lieferanten oder Kunden. Das Geschäft eines Unternehmens und das Geschäft eines Komplementors sind aufgrund der Nutzenabhängigkeit der Komplementärgüter stark voneinander abhängig. Im Fall der Wintel-Komplementarität (s. u.) ist Microsoft z. B. hochgradig von Intels Investitionen in eine komplementäre Forschung und Entwicklung (und umgekehrt) abhängig. Das führte dazu, dass Microsoft kontinuierlich neue Generationen von Windows und Anwendungssoftware (z. B. Office-Paket) entwickelt, um höhere Prozessorleistungen der neuesten Intel-Chipgeneration optimal auszunutzen. Dabei ist Intels Markterfolg vergleichsweise stärker von der Einführung eines komplementären Betriebssystems abhängig, da nur so die Leistung der neuesten Chip-Generation ausgeschöpft werden kann. Microsoft kann seine Umsätze auch ohne eine neue Generation von Chips generieren. Diese Geschäftsabhängigkeit wird anhand des folgenden Zitats veranschaulicht:

„Weder kaufen noch verkaufen Intel und Microsoft voneinander direkt, doch stehen sie unbestreitbar miteinander im Geschäft (englisch Intel and Microsoft neither buy from nor sell to each other directly, but they are undeniably in business together.)“

Das Zitat zeigt auch den Unterschied gerade zu Lieferantenbeziehungen: zwischen den Komplementoren gibt es im Regelfall keine Transaktionen. Diese Besonderheit muss insbesondere beim Management der Geschäftsbeziehungen beachtet werden, was Gegenstand des Complementor Relationship Managements ist.

## Wirtschaftliche Aspekte
Schließen sich Komplementoren zu einem Netzwerk von kooperierenden Unternehmen, Lieferanten und Kunden zusammen, wird dies auch als Wertnetz (englisch value net) bezeichnet.
Komplementoren sind für ein Unternehmen bedeutsam, weil viele Kunden Marktleistungen höher einschätzen, wenn sie zugleich auch dazu passende Marktleistungen eines anderen Unternehmens erwerben können. Komplementoren gibt es auch bei Lieferanten und Zulieferern, wenn es für diese attraktiver ist, mindestens zwei Unternehmen zu beliefern.
Bekanntestes Beispiel für Komplementoren sind Personal Computer, bei denen die Kunden gezwungen sind, das Betriebssystem von Microsoft zu erwerben, weil es die größte Auswahl an Anwendungssoftware besitzt. Zudem dürften auch Intel und Microsoft wohl zu den bekanntesten Komplementoren auf der Welt zählen. Ein Kunde, der im Besitz eines Computers mit Intel-Chip ist, hat einen deutlichen Mehrwert, wenn er dazu ein Betriebssystem und andere Software erwirbt. Im Gegenzug erfährt eine Microsoft-Software eine deutliche Aufwertung, wenn der Kunde auch im Besitz der entsprechenden Hardware ist, um die Software optimal zu nutzen.